# Kayla Banwarth
Kayla Banwarth (* 21. Januar 1989 in Dubuque, Iowa) ist eine US-amerikanische Volleyballspielerin und -trainerin. Sie wurde 2014 Weltmeisterin und gewann 2016 die olympische Bronzemedaille.

## Karriere
Banwarth begann ihre Karriere 2006 an der University of Nebraska. Von 2011 bis 2016 war die Libera Teil der US-amerikanischen Nationalmannschaft, mit der sie 2014 in Italien die Weltmeisterschaft und 2016 bei den Olympischen Spielen in Rio de Janeiro die Bronzemedaille gewann. Außerdem gewann sie 2015 den World Grand Prix sowie 2013 und 2015 die NORCECA-Meisterschaft.
Von 2011 bis 2014 war Banwarth auch bei verschiedenen ausländischen Vereinen aktiv. Sie spielte bei SVS Post Schwechat (2012 österreichische Meisterin), beim deutschen Bundesligisten Dresdner SC und bei Rabita Baku (2014 aserbaidschanische Meisterin).
Banwarth wurde mehrfach als „Beste Annahmespielerin“ ausgezeichnet.
Seit 2020 ist Banwarth Trainerin der „Ole Miss Rebels“ an der University of Mississippi.